# Tona
Tona ist eine katalanische Stadt in der Provinz Barcelona im Nordosten Spaniens. Sie liegt in der Comarca Osona.

## Lage
Tona liegt auf der Ebene von Vic und ist nur 10 Kilometer davon entfernt. Durch die günstige Lage zwischen den Städten Barcelona, Manresa und Girona verfügt der Ort über sehr gute Verkehrsverbindungen.

## Politik
Die Kommunalwahl 2011 ergab folgende Sitzverteilung im Gemeinderat:
1. CiU: 7 Sitze
2. TF: 6 Sitze (Tona Futur, unabhängige Liste)

## Sehenswürdigkeiten
- Die romanische Kirche Sant Andreu del Castell de Tona auf dem ehemaligen Burgberg stammt aus dem 9. Jahrhundert.
- Die ebenfalls romanische Kirche Santa Maria del Barri steht im Ortskern.

## Wirtschaft

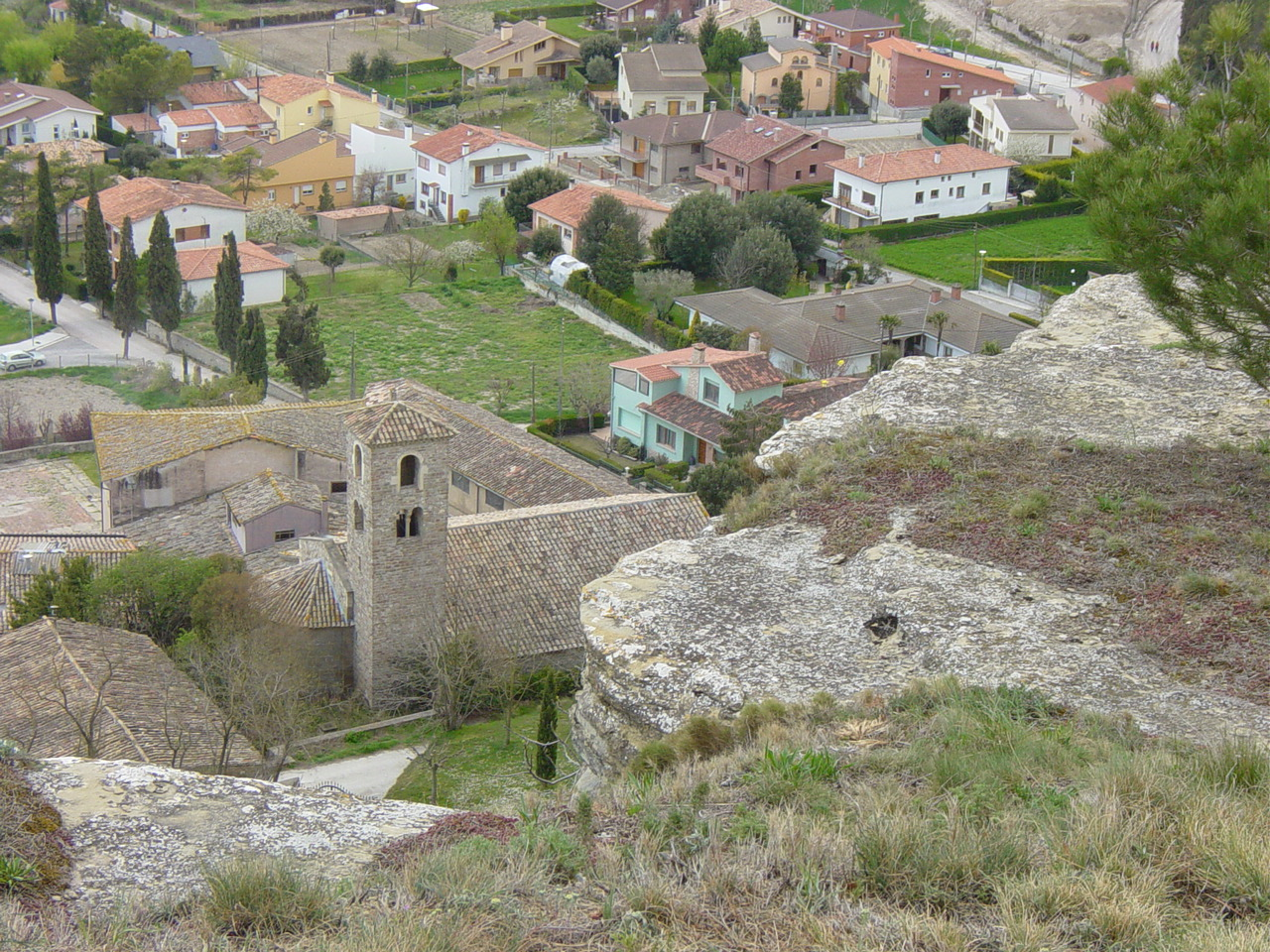
Blick vom Burgberg in Tona auf die Pfarrkirche Santa Maria del Barri

Die Stadt war immer von Landwirtschaft und Viehzucht geprägt. Nachdem 1874 und während der ersten Hälfte des 20. Jahrhunderts sulfidhaltige Quellen entdeckt worden waren, entwickelte sich Tona zunächst zu einem regional bedeutsamen Badeort. Veränderungen im touristischen Verhalten und der Fortschritt der Medizin führten danach jedoch zu einem Rückgang dieser Aktivitäten. In den letzten Jahren gewinnt Tona erneut an Bedeutung als Sommerfrische und Alterswohnsitz.

## Persönlichkeiten
- Adrià Pericas (* 2006), Radrennfahrer